# 法语者联盟
法语者联盟（法語：Union des Francophones，發音：[ynjɔ̃ de fʁɑ̃kɔfɔn]，简称UF）是比利时弗拉芒布拉班特省的一个政党，致力于维护荷兰语区的法语者权利。